# Min (navegador)
Min es un navegador web inteligente desarrollado para Mac OS X y Linux que se caracteriza por tener un diseño minimalista proporcionando rapidez en sus operaciones y un alto rendimiento.
Se caracteriza por responder al instante ya que su barra de búsqueda responde a las preguntas de inmediato, obteniendo la información proporcionada por el motor de búsqueda "DuckDuckGo". Se puede configurar otros motores de búsqueda, como por ejemplo Google, Bing y Yahoo. A su vez, permite dirigirse a cualquier sitio utilizando búsqueda difusa (a través de lógica difusa), obtener sugerencias antes de comenzar a escribir y buscar el contenido de cada página que visita. Incorpora un Bloqueo de anuncios que permite a los usuarios optar por ver anuncios o no. De la misma manera, cuando un usuario tiene una conexión limitada o muy costosa. Min le permite bloquear scripts e imágenes utilizando menos datos aumentando así la velocidad de carga de las páginas.
El navegador es veloz y eficiente, diseñado para ser rápido y ligero, por lo que usa muy pocos recursos y es eficiente energéticamente, reduciendo el consumo de batería. De igual manera es de código abierto, Min es un proyecto open source disponible en GitHub realizado con Electron (framework para el desarrollo de aplicaciones de escritorio multiplataforma) desarrollado en HTML5, CSS y JavaScript.

## Características
- Motor de búsquedas DuckDuckGo por defecto, se pueden configurar otros.
- Bloqueo de anuncios incorporado.
- Creación de pestañas y tareas.
- Sencilla gestión de marcadores.
- Modo de atención (permite enfocar mejor la lectura del contenido).
- Control de lectura.
- Bloqueo de scripts e imágenes.
- Código abierto.
- Soporte para scripts de estilos.
- Soporte HTML5 en YouTube.
- Soporte para Adobe Flash.